# تابة
التابة هي قماش لحائي يُصنع في جزر المحيط الهادئ.